# Actinomyces
Actinomyces (del grec actis, 'biga', i mykes, 'mucus', 'fong') és un gènere de bacteris dins la classe dels actinobacteris. Tots ells són grampositius. Són anaerobis facultatius (excepte A. meyeri, que és anaerobi estricte), no formen endòspores i s'embranquen com els fongs formant colònies. L'aspecte filamentós d'aquestes colònies va portar a que rebessin aquest nom com si fossin fongs, cosa que és incorrecta. L'any 1877 fou identificada per primera vegada com a patògenica una espècie del gènere, A. bovis, en la mandíbula d'un bou. El 1891, els metges alemanys Max Wolff i James Israel aconseguiren cultivar un Actinomyces provinent d'una mostra humana i determinaren la seva naturalesa anaeròbica. Ara per ara (2018), el gènere inclou unes 50 espècies i dos subespècies. 30 d'aquestes espècies tenen capacitat patogènica comprovada, si es donen les circumstàncies adequades. Algunes d'elles requereixen la presència d'altres gèrmens col·laboradors (copatògens) per produir la infecció.
Si bé els Actinomyces causen diverses malalties en els humans i el bestiar, també tenen un paper important en l'ecologia dels sòls on, per exemple, generen enzims que ajuden a degradar la lignina i la quitina juntament amb els d'altres actinobacteris, afavorint així la formació de compost.

## Patologia
Els Actinomyces són uns elements bacterians importants en la formació de càries dental, particularment A. viscosus i A. naeslundii. Moltes espècies del gènere Actinomyces són patògens oportunistes en humans i altres animals, sovint responsables d'infeccions a la cavitat oral Encara que són elements comuns de la microbiota bucal, un important grup d'elles té un paper essencial en la gènesi de la placa dentària i en la creació de biofilms problemàtics sobre materials d'implantologia, com ara el titani. En rares ocasions poden causar actinomicosis localitzades o disseminades, amb periodontitis apicals serioses i abscessos a la boca, pulmons, fetge, cervell i tracte gastrointestinal o micetomes granulomatosos crònics (actinomicetomes). Excepcionalment, han estat descrites estenosis esofàgiques, obstruccions nasals, infeccions de pròtesi de maluc i tiroïditis agudes per aquests bacteris. Són causa de canaliculitis amb formació de dacriòlits als conductes lacrimals i d'amigdalitis recurrents, cròniques i amb hipertròfia amigdalar que provoca disfàgia i problemes respiratoris. D'igual manera, els bacteris d'aquest gènere infecten la llengua i les glàndules salivals, podent originar en elles sialolitiasi i canvis similars als d'una neoplàsia. Algunes actinomicosis pulmonars provoquen la formació de broncolitiasis secundàries (presència de concrecions nodulars calcificades i potencialment obstructives -broncòlits- dins de l'arbre bronquial).
La incidència d'actinomicosi apendicular és molt baixa i de difícil valoració, ja que la gran majoria de casos s'han publicat de forma aïllada. En menys del 10% de les apendicitis actinomicòtiques s'aconsegueix realitzar una diagnosi etiològica prequirúrgica encertada. De vegades, aquestes actinomicosis poden suggerir l'existència d'un tumor intraabdominal i és possible que tinguin un curs subagut poc específic.
No és un fet desacostumat que algunes actinomicosis abdominals tinguin l'aspecte d'un càncer de còlon. S'han descrit casos de peritonitis espontània atribuïts a diverses espècies d'aquests bacteris, en algun d'ells apareixent pneumoperitoneu (gas a l'interior de l'espai peritoneal) amb una simptomatologia semblant a la d'una perforació del budell prim. L'actinomicosi de l'úrac (una resta persistent de la membrana al·lantoide) és força inusual. Els Actinomyces quasi mai infecten el cor i és raríssim que arribin a formar una massa mòbil radicada en el seu interior amb l'exterior de l'òrgan envoltat per una pericarditis constrictiva concomitant. S'ha registrat algun cas de mort sobtada juvenil per infart agut de miocardi a conseqüència d'una miocarditis actinomicòtica crònica.
Les actinomicosis de la medul·la espinal són una patologia poc comuna, producte de l'extensió d'un focus infecciós en els teixits tous adjacents, d'un traumatisme o de la disseminació hematògena dels Actinomyces. En certs casos poden ser causa de dèficit neurològic per mielopatia o mieloradiculopatia d'origen compressiu. És un fet infreqüent que aquest gènere de bacteris provoqui infeccions intraparenquimatoses cerebrals, sobretot en nens sense alteracions immunològiques ni factors de risc.
Actinomyces israelii i Actinomyces gerencseriae (abans anomenat A. israelii serovar II) són els principals microorganismes responsables de les actinomicosis humanes, tot i que també poden existir infeccions polimicrobianes amb la participació d'A. turicensis i A. odontolyticus. Aquesta darerra espècie és font d'actinomicosis toràciques que poden originar hemoptisis repetides i d'abscessos pulmonars en persones immunocompetents amb malaltia periodontal. De manera expecional, A. turicensis ha provocat meningitis per complicacions conseqüents a una mastoïditis purulenta. Hi ha especialistes que posen en relleu la possibilitat que els Actinomyces formin part del conjunt de concauses responsable del desenvolupament de determinades patologies del tracte alimentari, en especial la celiaquia i la malaltia inflamatòria intestinal.
Més del 20% de les infeccions humanes per Actinomyces deriven de traumatismes amb solució de continuïtat de la pell o les mucoses. Poden manifestar-se anys després d'haver sofert el traumatisme. La gran majoria dels afectats pateix alguna patologia subjacent, local o sistèmica, que afavoreix la proliferació dels bacteris.
Les osteomielitis actinomicòtiques acostumen a produir-se en la regió craniofacial, per progressió d'un focus infecciós local. Sovint afecten els ossos maxil·lars, manifestant-se en alguns casos de forma atípica. Adesiara, apareixen després d'una exodòncia o d'un tractament endodòntic, arribant a produir alguna vegada osteomielitis greus al paladar ossi tributàries d'un curetatge radical del teixit infectat. Són especialment agressives les localitzades a l'os temporal, derivades quasi sempre d'una otitis mitjana crònica supurada, ja que solen ocupar i destruir les cel·les mastoïdals, un fet molt perillós que requereix un tractament mèdic i quirúrgic combinat. No és extraordinari, però, que apareguin a altres llocs molt dispars a conseqüència de la disseminació hematògena dels bacteris o d'una infecció posttraumàtica. Les osteomielitis de la volta cranial per Actinomyces descrites a la literatura mèdica són escassíssimes.
És molt rar que membres d'aquest gènere bacterià infectin els ossos llargs, sobretot d'individus immunocompetents i sense cap factor predisposant.
S'ha registrat algun cas de pileflebitis (tromboflebitis sèptica de la vena porta) secundària a bacterièmia per Actinomyces spp. i de diverticulitis abscesificant per A. israelii. També han estat descrits granulomes piogènics orals associats a A. israelii. Les actinomicosis primàries anoperineals són infreqüents i habitualment s'associen a fístules anals d'origen criptoglandular (per infecció de les criptes de Lieberkühn del recte).
Actinomyces urogenitalis provoca de vegades uretritis, vaginitis i annexitis (infecció dels ovaris i de les trompes uterines) algunes d'elles greus i relacionades amb dispositius intrauterins o procediments de fecundació.
Actinomyces bovis és el patogen causal de l'actinomicosi bovina o 'malaltia de la mandíbula boteruda' (lumpy jaw disease), una infecció crònica, progressiva, granulomatosa, formadora d'abscessos supuratius i fistulitzants, que afecta el maxil·lar inferior d'aquests animals i que pot produir osteomielitis mandibular i d'altres ossos del cap. Si no es tracta la infecció bucal, el germen s'estén pels pulmons i/o el tracte digestiu, arribant a originar peritonitis mortals. Ocasionalment, pot infectar porcs i cavalls. Rares vegades afecta el bestiar caprí. En humans, s'ha registrat alguna actinomicosi cutània greu per A. bovis en persones immunodeficients.
Actinomyces neuii, una espècie que, a diferència de la resta de les formen el gènere, és catalasa positiva, ocasiona infeccions de teixits tous en humans. S'han registrat, però, alguns casos de corioamnionitis, endocarditis infecciosa aguda amb embòlies cerebrals subseqüents, part preterme i sèpsia neonatal ocasionats per aquest bacteri. Infreqüentment, en embarassades, l'actinomicosi forma una extensa massa abdominopelviana similar a un tumor. De manera circumstancial, A. neuii produeix limfadenitis cervicals pediàtriques, actinomicosis primàries als pits o infecta les lesions axil·lars d'una hidradenitis supurativa (un tipus singular d'acne) tractada amb fàrmacs immunosupressors. Molt puntualment, s'ha identificat A. neuii subsp. anitratus com el microorganisme causant d'endoftalmitis postquirúrgiques.
Actinomyces cardiffensis, espècie identificada l'any 2002, ha estat aïllada en mostres d'abscessos òtics, líquid pleural, mandíbula, teixit pericolònic o cervell i es considera l'origen de casos d'actinomicosi pulmonar.
Actinomyces europaeus és l'espècie del gènere que presenta l'índex més alt de resistències als antibiòtics. Acostuma a produir infeccions cutànies, tot i que també ha estat aïllat en abscessos mamaris. S'ha registrat algun cas atípic de quist sebaci infectat per A. europaeus, resolt satisfactòriament després de l'exèresi quirúrgica del quist i l'administració endovenosa de l'antibiòtic oportú segons el resultat de l'antibiograma.
Actinomyces radicidentis es troba a les arrels dentàries, on origina infeccions apicals força insidioses que poden ser l'origen de bacterièmies. S'ha identificat en algun cas de pneumònia per aspiració.
Actinomyces haliotis s'ha trobat a abscessos apicals humans i al tracte digestiu d'exemplars d'orella de mar asiàtica (Haliotis discus), un fet que fa qüestionar el caràcter exclusivament endogen d'aquesta mena d'infeccions actinomicòtiques dentals.
Actinomyces meyeri resideix a les superfícies mucoses i poques vegades és patogènic. Quan provoca infeccions són pulmonars per regla general, encara que en alguna ocasió es poden disseminar. És una font inhabitual d'actinomicosis postquirùrgiques, d'actinomicosis abdominals fistulitzades, d'endoftalmitis crònica, de mediastinitis, de meningitis en ancians sense una adequada higiene dental i de pericarditis aguda amb tamponament cardíac per extensió dels gèrmens des d'un focus pulmonar. Les noves tècniques d'identificació microbiana sense cultiu, basades en la seqüenciació ribosomal, faciliten molt el reconeixement d'A. meyeri com l'agent causal d'abscessos cerebrals abans difícils de filiar i tractar.
Actinomyces graevenitzii és un component de la flora de l'orofaringe i va ser aïllat a la superfície d'implants dentals infectats l'any 1997. Provoca pneumònies abscesificants de lenta evolució amb uns signes clínics i radiològics que es confonen fàcilment amb els d'un procés tuberculós o d'una neoplàsia de pulmó. Ha estat descrit algun cas de coinfecció disseminada per A. graevenitzii i M. tuberculosis.
Actinomyces naeslundii és un comensal de la boca humana que ha estat aïllat en endocarditis de pròtesi valvular. Això és un fet insòlit, ja que gairebé mai els membres del gènere provoquen aquest tipus de patologia infecciosa. També és la causa d'infeccions pulmonars difícils de filiar i d'evolució tòrpida, inclús en individus sense problemes immunològics destacables. Quan el bacteri creix en un dispositiu intrauterí pot ocasionar una infecció actinomicòtica pelviana disseminada.
Actinomyces funkei s'ha trobat en mostres d'endocarditis polimicrobianes d'addictes a drogues per via parenteral i en lesions esternals i abdominals. Algunes soques del bacteri són especialment proclius a formar abscessos, sobretot hepàtics, o a estar presents en altres tipus de col·leccions purulentes polimicrobianes.
Actinomyces timonensis va ser identificat en una mostra de sacroiliïtis (inflamació de l'articulació sacroilíaca rarament d'origen infecciós) humana crònica.
Actinomyces polynesiensis es localitzà al contingut intestinal d'un home sa de la Polinèsia Francesa, mentre que Actinomyces urinae fou detectat a l'orina d'una noia amb síndrome nefrítica.
Actinomyces marseillensis va ser descrit el desembre de 2017 com una nova espècie filogenèticament propera a A. odontolyticus. El primer cas d'infecció humana per aquest microorganisme comprovat emprant la seqüenciació d'ADN fou un abscés periamigdalí.
Actinomyces ihumii es descobrí l'any 2015 en un cultiu de femta provinent d'un pacient VIH+. Un any després s'afegiren al gènere els bacteris Actinomyces bouchesdurhonensis i Actinomyces mediterranea, trobats a mostres humanes d'estómac i de duodè.
Actinomyces radingae és un element de la microbiota cutània que necessita la presència de lípids per créixer. S'ha aïllat quasi exclusivament en infeccions relacionades amb la pell, sobre tot a abscessos subcutanis de difícil erradicació localitzats al coll, la mama i l'esquena.
Actinomyces canis fou descobert per primera vegada en la boca d'un gos l'any 2000. A la casuística veterinària es descriu alguna meningitis canina amb empiema subdural provocada per aquest bacteri i la seva presència inèdita en una pericarditis polimicrobiana felina.
Actinomyces hordeovulneris infecta amb escassa freqüència gossos i gats, formant ocasionalment pseudotumors inflamatoris gastrointestinals.
Actinomyces catuli fou aïllat per primera vegada en un gos amb pneumònia polimicrobiana i pleuritis, posteriorment ha estat identificat en diversos casos d'actinomicosi toràcica canina.
Actinomyces vaccimaxillae va ser identificat a l'abscés mandibular d'una vaca l'any 2003. Actinomyces slackii fou descobert a la placa dental de vaques lleteres i, fins ara, no s`han registrat infeccions de rellevància en humans atribuïbles a aquesta espècie.
Actinomyces denticolens colonitza la faringe dels cavalls i provoca amigdalitis cròniques, limfoadenitis purulentes i abscessos oportunistes als teixits tous de la zona. Els darrers estudis biomoleculars i immunohistoquímics indiquen que A. denticolens i A. suis (germen identificat l'any 1973 com a patogen responsable d'infeccions porcines i classificat taxonòmicament diverses vegades) són la mateixa espècie.
Actinomyces succiniciruminis i Actinomyces glycerinitolerans es varen trobar al rumen de vaques i ovelles, respectivament. Les dues espècies participen en el procés digestiu d'aquests animals, produint àcids orgànics a través de la fermentació de diversos glúcids. Ambdós bacteris estan fortament relacionats amb una altra espècie del gènere, Actinomyces ruminicola, encarregada fonamentalment de degradar el xilà (un heteropolímer de la pentosa-xilosa) ingerit pels remugants.
Actinomyces suimastitidis provoca mastitis en les truges que, sense tractament, impossibiliten o dificulten molt la nutrició dels garrins.
Actinomyces marimammalium és un patogen dels mamífers marins, com ara foques i marsopes.
Actinomyces hyovaginalis és un bacteri aïllat inicialment en lesions purulentes porcines, que provoca avortaments en aquests animals i en cabres i pot ser la causa de septicèmia amb anèmia hemolítica neonatal en poltres.
Actinomyces liubingyangii i Actinomyces vulturis són espècies que s'han identificat a mostres de trencalòs asiàtic i de voltor de l'Himàlaia, respectivament. Actinomyces gaoshouyii es va trobar al mamífer lagomorf Ochotona curzoniae. Als excrements de txiru s'aïllà Actinomyces qiguomingii. Actinomyces faecalis, Actinomyces respiraculi i Actinomyces trachealis han sigut descrites alhora en la marmota de l'Himàlaia.
Actinomyces humiferus, un bacteri que abunda als sòls rics en matèria orgànica, ha estat reclassificat com a membre del gènere Cellulomonas.

## Identificació
La seqüenciació i anàlisi de l'ARN ribosòmic 16S és el mètode prevalent en microbiologia per distingir les diferents espècies del gènere Actinomyces. Inclús ha fet possible identificar algunes que mai han pogut ser cultivades. Aquest procediment, desenvolupat en un principi per fer estudis filogenètics, es emprat avui dia pels laboratoris clínics i permet tipificar el ≥ 90% dels bacteris d'una forma més econòmica, certera i reproduïble que les anàlisis fenotípiques tradicionals. Per exemple, la tècnica aconseguí classificar de forma correcta Actinomyces oris i Actinomyces johnsonii com a dues espècies diferenciades, uns bacteris que pocs anys abans es consideraven variants genotípiques singulars de l'espècie Actinomyces naeslundii.
El perfeccionament de la espectrometria de masses amb tecnologia MALDI-TOF ha facilitat el seu ús com una eina eficaç i ràpida per la identificació dels Actinomyces. Un bon exemple d'això és el fet que, gràcies al disseny d'algoritmes de classificació específics, pot ser aplicada per diferenciar les espècies presents en biofilms subgingivals.
Actinomyces spp. és un gènere difícil de cultivar (només s'aïlla en un 30-50% dels casos), ja que per proliferar els bacteris necessiten medis enriquits amb CO₂ al 6-10%.
La forma més simple de diagnosi és l'evidència histopatològica en els teixits infectats o en el pus de 'grànuls de sofre'. Aquestes formacions s'originen únicament in vivo i són pròpies, però no exclusives, de les actinomicosis. Estan constituïdes per un conglomerat de microorganismes (d'entre 0,25 a 2 mm de diàmetre) barrejat amb restes de material inflamatori d'una distribució més o menys radial. Dits grànuls són grocs, blanquinosos o grisos i es visualitzen clarament al microscopi emprant la tinció d'hematoxilina-eosina, la tinció de Gram o la tinció argèntica de Gomori-Grocott. En les preparacions histològiques d'hematoxilina-eosina parafinades i fixades amb formol corresponents a casos d'actinomicosi no és inusual observar un dipòsit característic de material eosinofílic en forma d'estel que envolta grups de bacteris filamentosos de color blau (fenomen de Splendore-Hoeppli). Per descartar una infecció de característiques microscòpiques similars per Nocardia spp. es pot utilitzar la tinció de Ziehl-Neelsen o de Kinyoun, ja que els membres d'aquest gènere acostumen a ser àcid-alcohol resistents.

## Tractament de les infeccions perActinomyces
El maneig de la majoria dels casos és basa en l'antibioticoteràpia, encara que la cirurgia pot ser un tractament necessari. Per exemple, els empiemes pleurals causats per aquest gènere de bacteris acostumen a requerir una toracocentesi seguida de desbridament i decorticació del teixit de la zona infectada.
Els antibiòtics que s'utilitzen de forma habitual són la penicil·lina G, els beta-lactàmics i la cefalosporina. Alternativament, si el pacient és al·lèrgic a la penicil·lina es pot emprar clindamicina, macròlids (eritromicina, claritromicina o azitromicina). L'administració de rifampicina ha demostrat ser efectiva contra meningitis purulentes actinomicòtiques. En cas d'infeccions polimicrobianes es recomanable combinar metronidazole amb un inhibidor de la beta-lactamasa. Els carbapenems i les tetraciclines són d'utilitat contra soques d'Actinomyces resistents a la medicació d'ús comú.
Per regla general, la durada del tractament antibiòtic és de 6 a 12 mesos, però pot ser més curt quan s'ha invervingut quirúrgicament la zona infectada. El tipus de procediment depèn de les característiques i localització del procés actinomicòtic, però acostuma a incloure la incisió i drenatge dels abscessos, la descompressió de les estructures afectades i l'excisió dels trajectes fistulosos si existeixen.

## Imatges addicionals

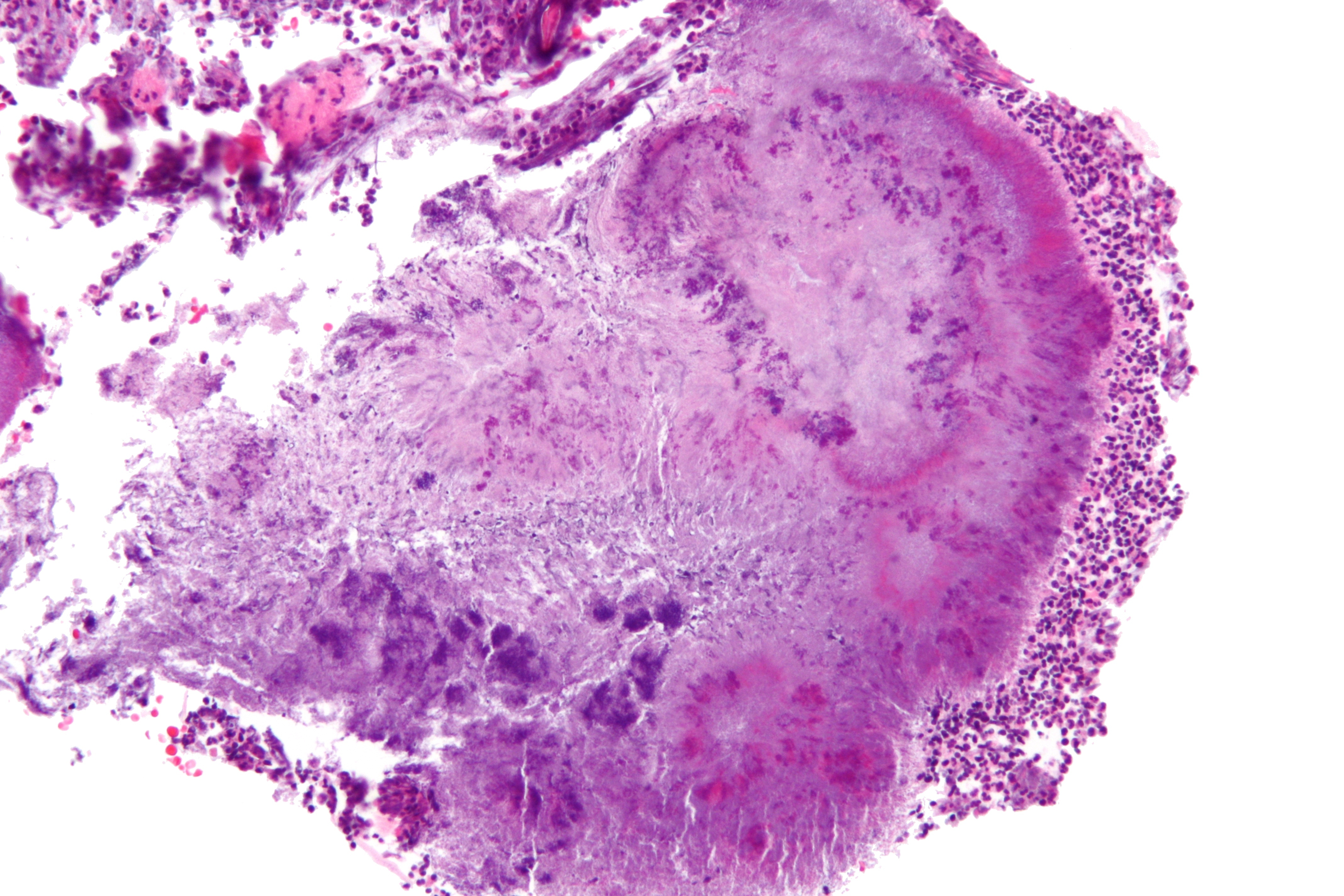
Micrografia d'actinomicosi. Tinció d'HE.
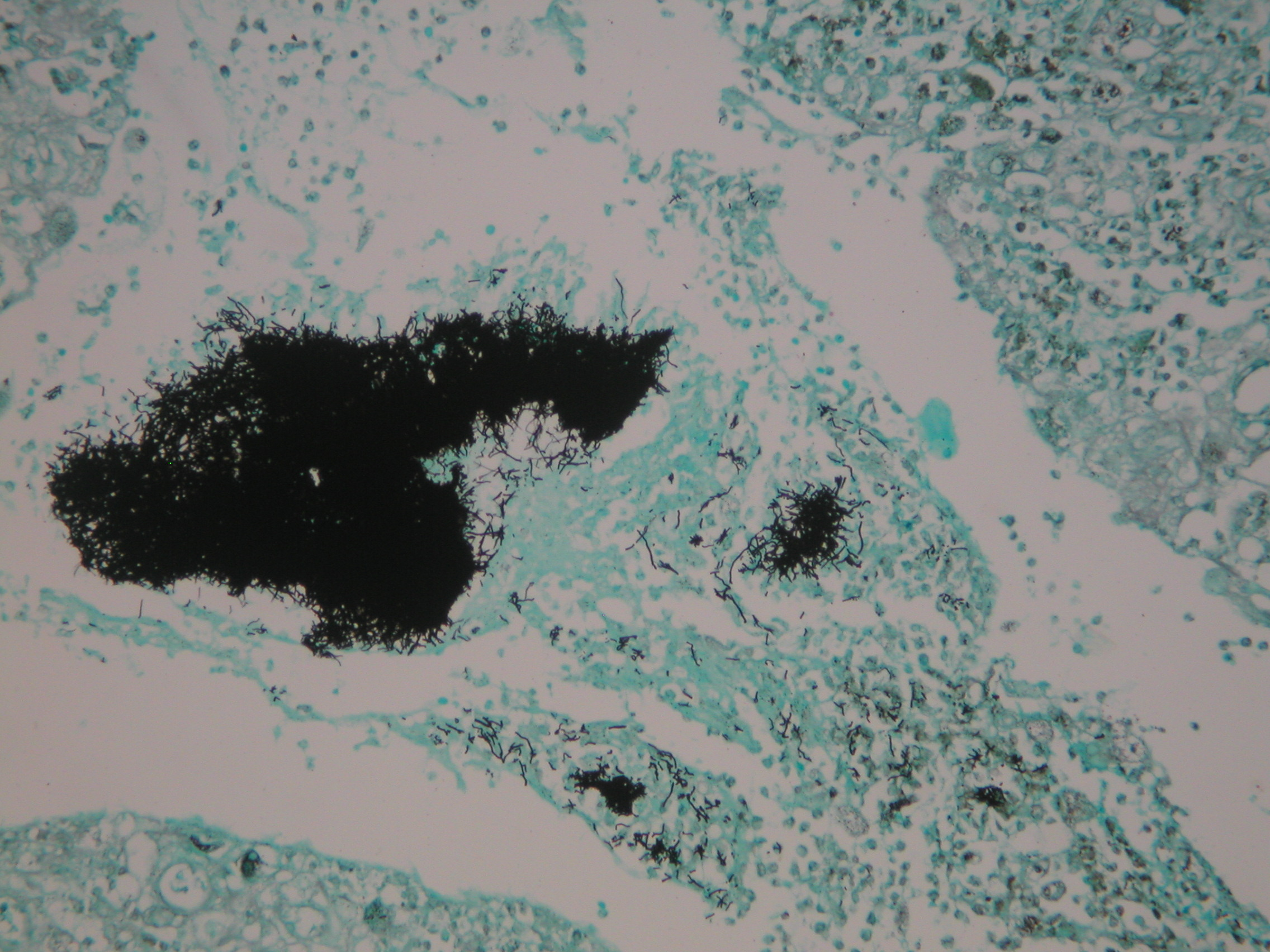
Micrografia d'actinomicosi. Tinció de plata metenamina de Grocott.
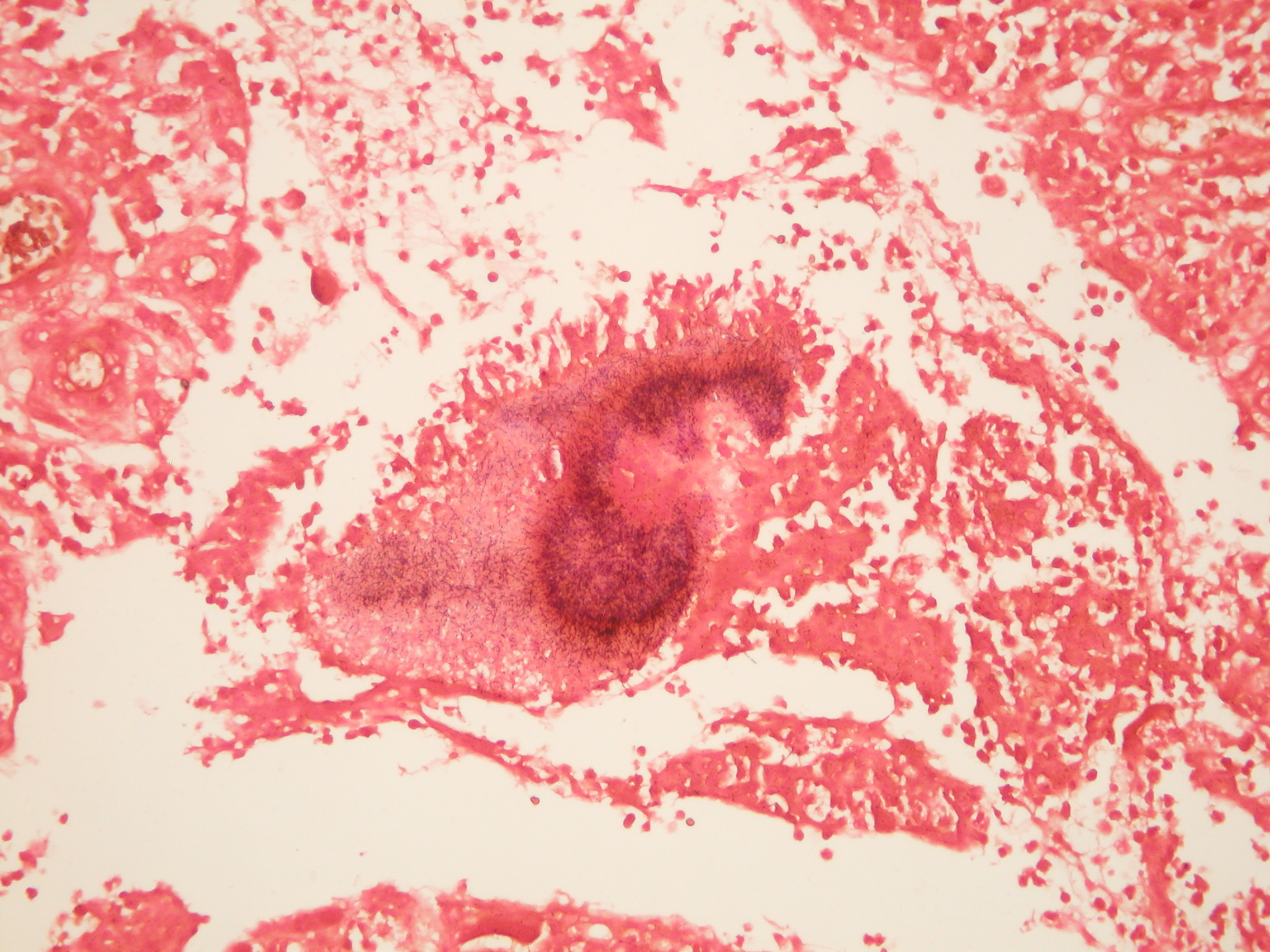
Micrografia d'actinomicosi. Tinció de Gram.